# 吕海林
吕海林（1998年3月24日—），原名吕昌林，中国内地男歌手，词曲创作人，音乐创作人，学生，1998年3月24日生于贵州印江县。代表作《我要继续》、《印江古镇》等。
2012年以自己的名字写了自己的第一首歌《吕海林》随后发到网上去得到大家的好评。2015年发布新歌《我要继续》得到很多人的赞美。2016年发布单曲《梦想飞》。2017年发布单曲《印江古镇》2018年发布新歌《这样的难过》。